# Hantam
Hantam (officieel Hantam Plaaslike Munisipaliteit) is een gemeente in het Zuid-Afrikaanse district Namakwa.
Hantam ligt in de provincie Noord-Kaap en telt 21.578 inwoners.

## Hoofdplaatsen
Hantam is op zijn beurt nog eens verdeeld in 5 hoofdplaatsen (Afrikaans: nedersettings) en de hoofdstad van de gemeente is de hoofdplaats Calvinia.

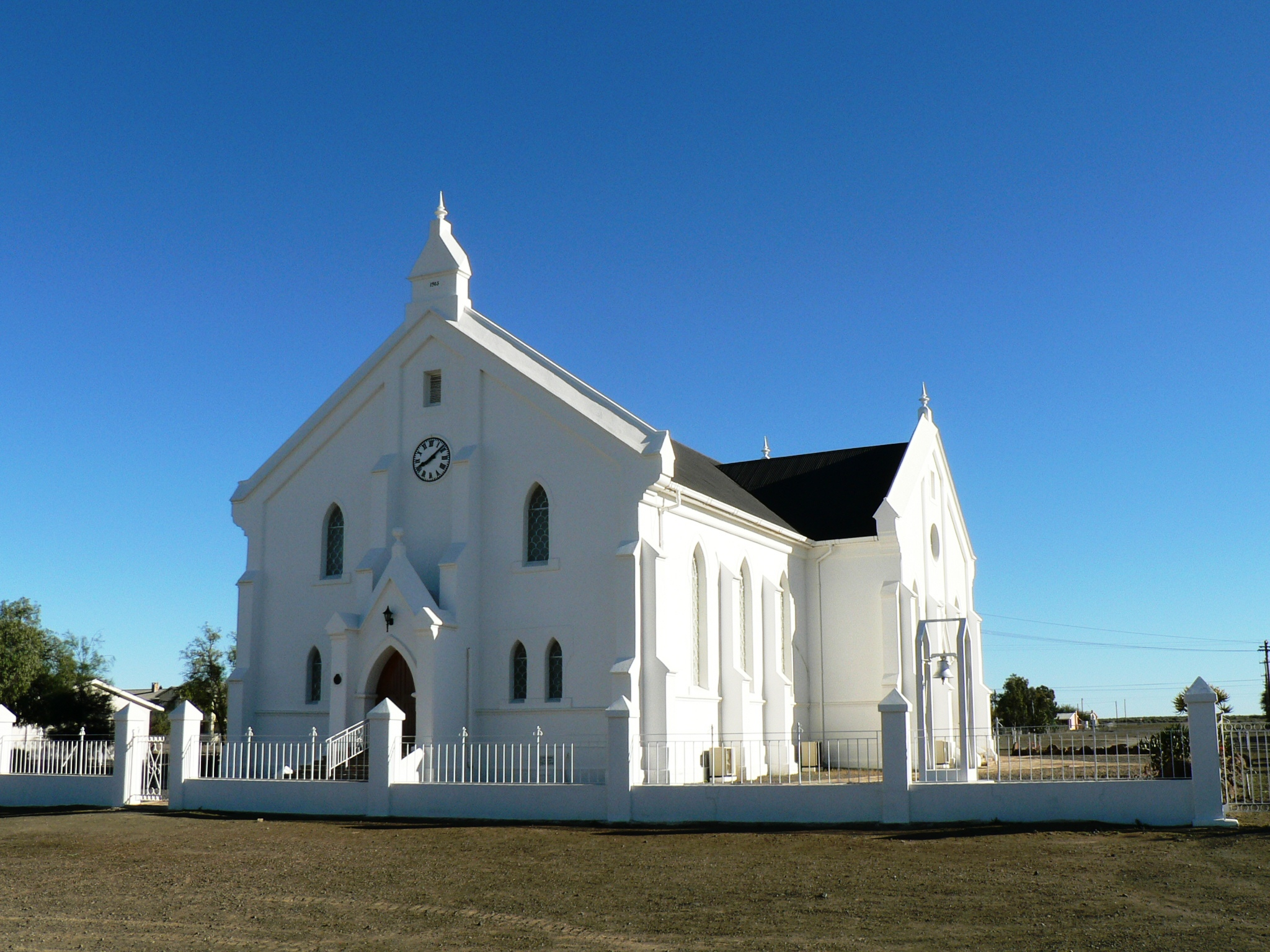
De Nederduits Gereformeerde Kerk aan de Voortrekkerstraat te Brandvlei

- Brandvlei
- Calvinia
- Loeriesfontein
- Nieuwoudtville
- Tankwa Karoo National Park